# Vittoria Aleotti
Vittoria Aleotti (Ferrara, 1575  circa – dopo il 1620) è stata una compositrice, clavicembalista e monaca cristiana italiana.

## Biografia

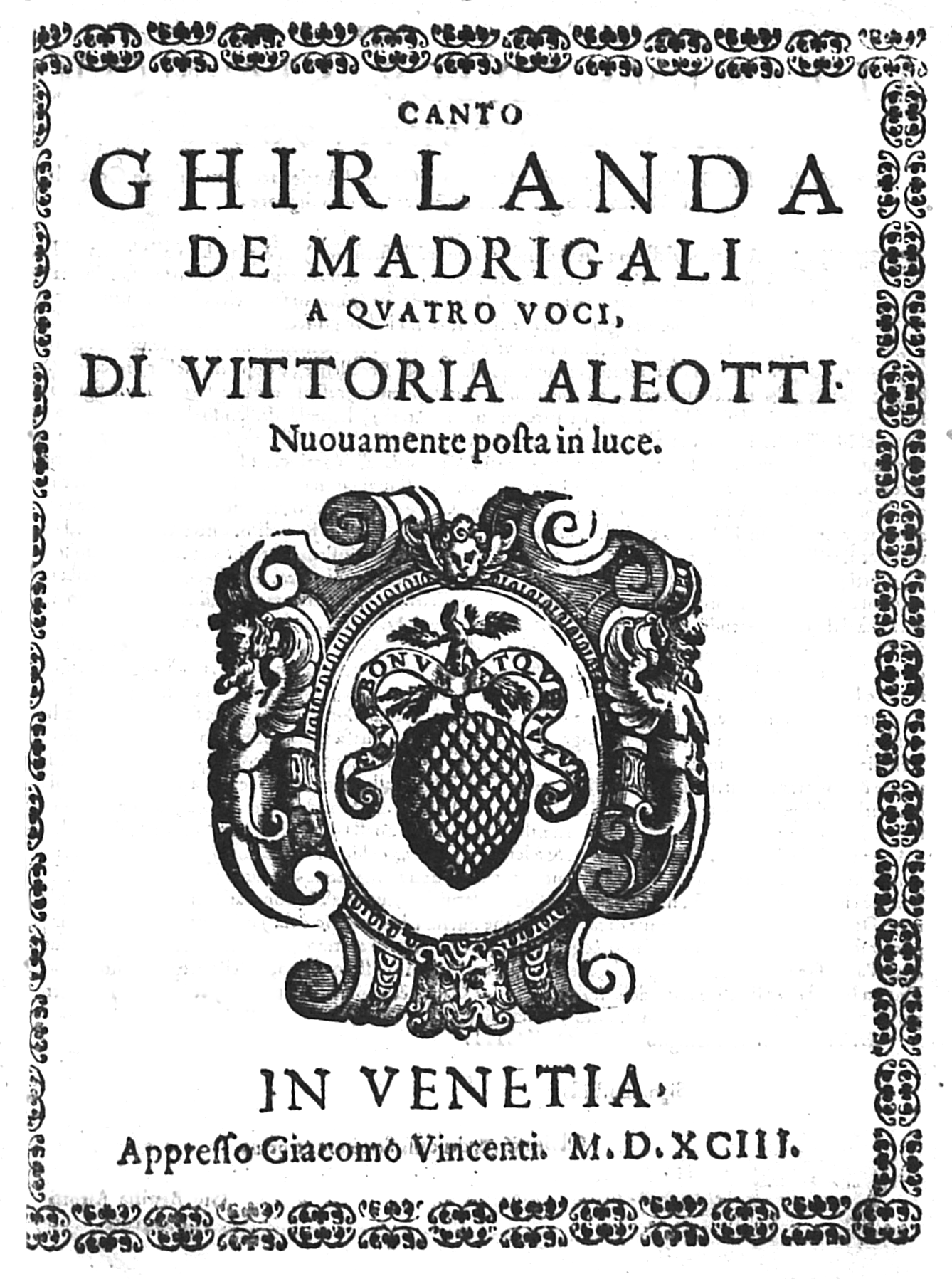
Ghirlanda De Madrigali A Quatro Voci.

Vittoria iniziò ancora bambina («di quattro in cinque anni») lo studio della musica, ascoltando le lezioni che l'anziano maestro Alessandro Milleville e, successivamente, Ercole Pasquini, impartivano alla sorella maggiore. Il padre, l'architetto ferrarese,  Giovan Battista Aleotti, afferma che studiò almeno due anni, finché il maestro consigliò di farle proseguire gli studi musicali presso il convento ferrarese di S. Vito, rinomato per l'eccellenza della musica. Vittoria entrò in convento all'età di 14 anni, e il padre ottenne per lei da Battista Guarini alcuni madrigali da porre in musica, che più tardi donò al conte del Zaffo; il conte li fece stampare a Venezia nel 1593 dall'editore Giacomo Vincenti con il titolo Ghirlanda de madrigali a quatro voci e furono dedicate a Ippolito Bentivoglio.
Oltre all'edizione veneziana, uscì a nome di Vittoria anche un madrigale a cinque voci (Di pallide viole), stampato in Giardino de musici ferraresi del 1591, una raccolta di musiche di vari autori tra cui anche Alessandro Milleville ed Ercole Pasquini.
Alcuni studiosi hanno avanzato l'ipotesi che Raffaella Aleotti, ritenuta la sorella maggiore, sia stata in realtà la stessa persona (che avrebbe mutato nome al momento di prendere gli ordini), poiché né nel convento di S. Vito, né altrove, esistono documenti relativi a Vittoria, mentre Raffaella fu badessa del convento ed ebbe notevole fama come organista e «intendentissima della musica». Anche il testamento del padre, redatto nel 1631, nomina Raffaella e non Vittoria, tuttavia non esistono prove definitive a confermare questa supposizione. La dedicatoria alla Ghirlanda del 1593, scritta proprio da Giovan Battista Aleotti, è la fonte più autorevole, anche se non chiara, da cui si traggono le notizie sulla musicista. Tra l'altro, proprio lui afferma che delle sue cinque figlie, la maggiore era incline alla vita religiosa e studiò musica, e che Vittoria imparò dalle lezioni impartite alla prima. Purtroppo Battista non dice il nome della figlia più grande, ma le sue parole depongono a sostegno della tesi di due sorelle distinte (confronta trascrizione e facsimile alla nota).

## Nella letteratura
Vittoria Aleotti è citata nel racconto breve, ambientato presso il monastero di San Vito, In una sera di Carnevale del musicologo e scrittore Enrico Scavo («Odissea», settembre 2023).